# Память Евстафия (линейный корабль, 1830)
«Память Евстафия» — парусный линейный корабль Черноморского флота Российской империи, находившийся в составе флота с 1830 по 1850 год, участник Босфорской экспедиции и создания Кавказской укреплённой береговой линии. Во время несения службы использовался для высадки десантов, перевозки войск и участия в практических плаваниях в Чёрном море, а по окончании службы был разобран.

## Описание корабля
Парусный линейный корабль, длина корабля составляла 53,9 метра, ширина — 14,7 метра, а осадка — 6,5 метра. Вооружение корабля по сведениям из различных источников составляли от 84 до 108 орудий. Экипаж корабля состоял из 835 человек.
Корабль был назван в честь флагманского корабля Первой Архипелагской эскадры «Евстафия Плакиды», погибшего в Хиосском сражении 24 июня (5 июля) 1770 года и был последним из четырёх парусных линейных кораблей российского флота, носивших это имя. До этого одноимённые корабли строились в 1770, 1791 и 1810 годах, все ранее построенные корабли несли службу в составе Балтийского флота.

## История службы
Линейный корабль «Память Евстафия» был заложен 11 (23) мая 1829 года на стапеле Спасского адмиралтейства в Николаеве и после спуска на воду 24 августа (5 сентября) 1830 года вошёл в состав Черноморского флота России. Строительство вёл корабельный мастер в звании подполковника Корпуса корабельных инженеров И. Я. Осминин. В следующем 1831 году корабль перешёл из Николаева в Севастополь. В кампанию следующего 1832 года командир корабля был награждён орденом Святого Станислава III степени.

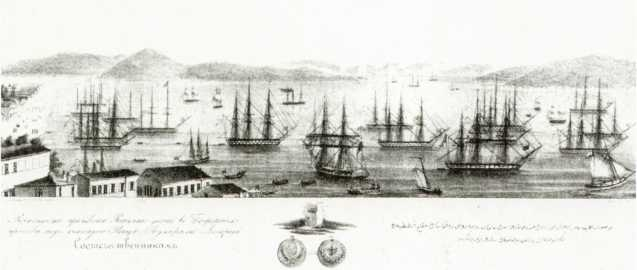
Эскадра Черноморского флота в Босфоре. Гравюра 1830-х годов

В кампанию 1833 года в качестве флагманского корабля эскадры под общим командованием и под флагом контр-адмирала М. П. Лазарева принимал участие в экспедиции Черноморского флота на Босфор. 2 (14) февраля корабли эскадры покинули Севастополь и к 8 (20) февраля прибыли в Буюк-дере. 28 июня (10 июля) на корабли были погружены войска и эскадра вышла из пролива Босфор обратно в Чёрное море. Высадив войска в Феодосии к 22 июля (3 августа) корабли эскадры вернулись в Севастополь. В кампанию того же года корабль также выходил в крейсерское плавание в Чёрное море. Во время экспедиции командир корабля был награждён турецкой золотой медалью и орденом Святой Анны II степени с императорской короной.
В кампании 1834 и 1835 годов в составе эскадр кораблей Черноморского флота принимал участие в практических и крейсерских плаваниях в Чёрном море. В 1836 году корабль подвергся тимберовке, а в кампанию следующего 1837 года вновь в составе практической эскадры выходил в плавания в Чёрное море.

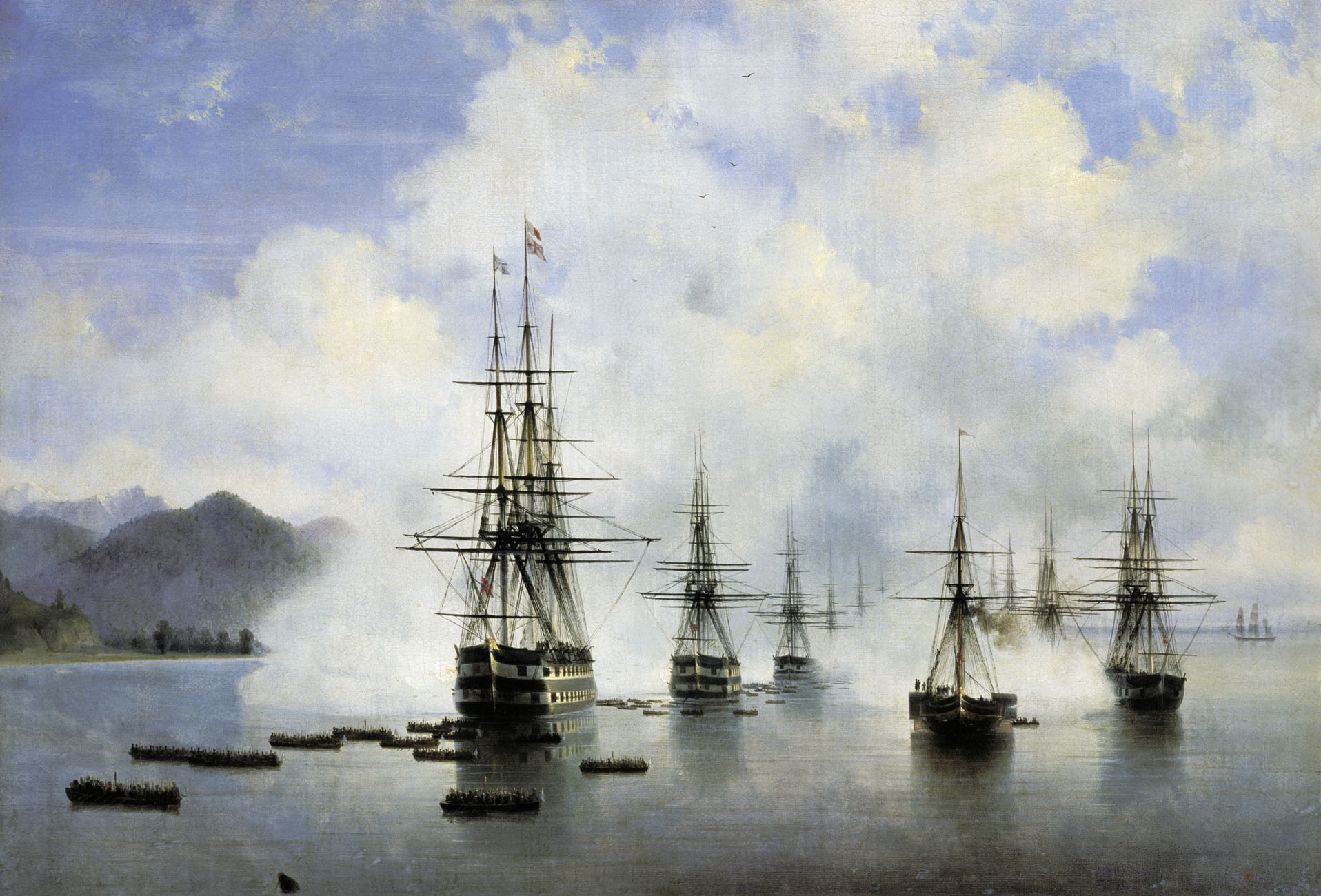
Картина И. К. Айвазовского «Десант Н. Н. Раевского в Субаши», 1839 год

Принимал участие в создании Кавказской укреплённой береговой линии. В кампанию 1838 года 12 (24) мая в составе эскадры вице-адмирала М. П. Лазарева принимал участие в высадке десантов, основавших Вельяминовское укрепление в устье реки Туапсе, а 10 (22) июля в составе эскадры контр-адмирала С. П. Хрущова — в высадке десантов, основавших Тенгинское укрепление в устье реки Шапсухо. В кампанию следующего 1839 года снова принимал участие в высадке десантов: 3 (15) мая в составе эскадры М. П. Лазарева в устье реки Субаши, а 7 (19) июля составе эскадры С. П. Хрущова в устье реки Псезуапсе. Высадившиеся десанты основали Головинское и Лазаревское укрепления соответственно. 10 (22) мая и 22 мая (3 июня) 1840 года в составе эскадры вице-адмирала М. П. Лазарева высаживал десанты для взятия Вельяминовского и Лазаревского фортов, ранее захваченных горцами. В кампанию 1839 года командир корабля также был награждён орденом Святой Анны II степени за отличия при высадке войск на абхазский берег и орденом Святого Георгия IV степени за выслугу 25 лет в офицерских чинах. 
Кампанию 1841 года корабль вновь провёл в Чёрном море в составе практических эскадр Черноморского флота. В 1845 году линейный корабль «Память Евстафия» был отчислен к порту, а по окончании службы в 1850 году — разобран.

## Командиры корабля
Командирами линейного корабля «Память Евстафия» в разное время служили:
- капитан 2-го ранга, а с 15 (27) июня 1839 года капитан 1-го ранга А. Г. Конотопцев (1831—1837 годы)[10];
- капитан 2-го ранга, а с 26 марта (7 апреля) 1839 года капитан 1-го ранга П. Ф. Мессер (1838—1841 годы)[11].